# Government Communications Headquarters

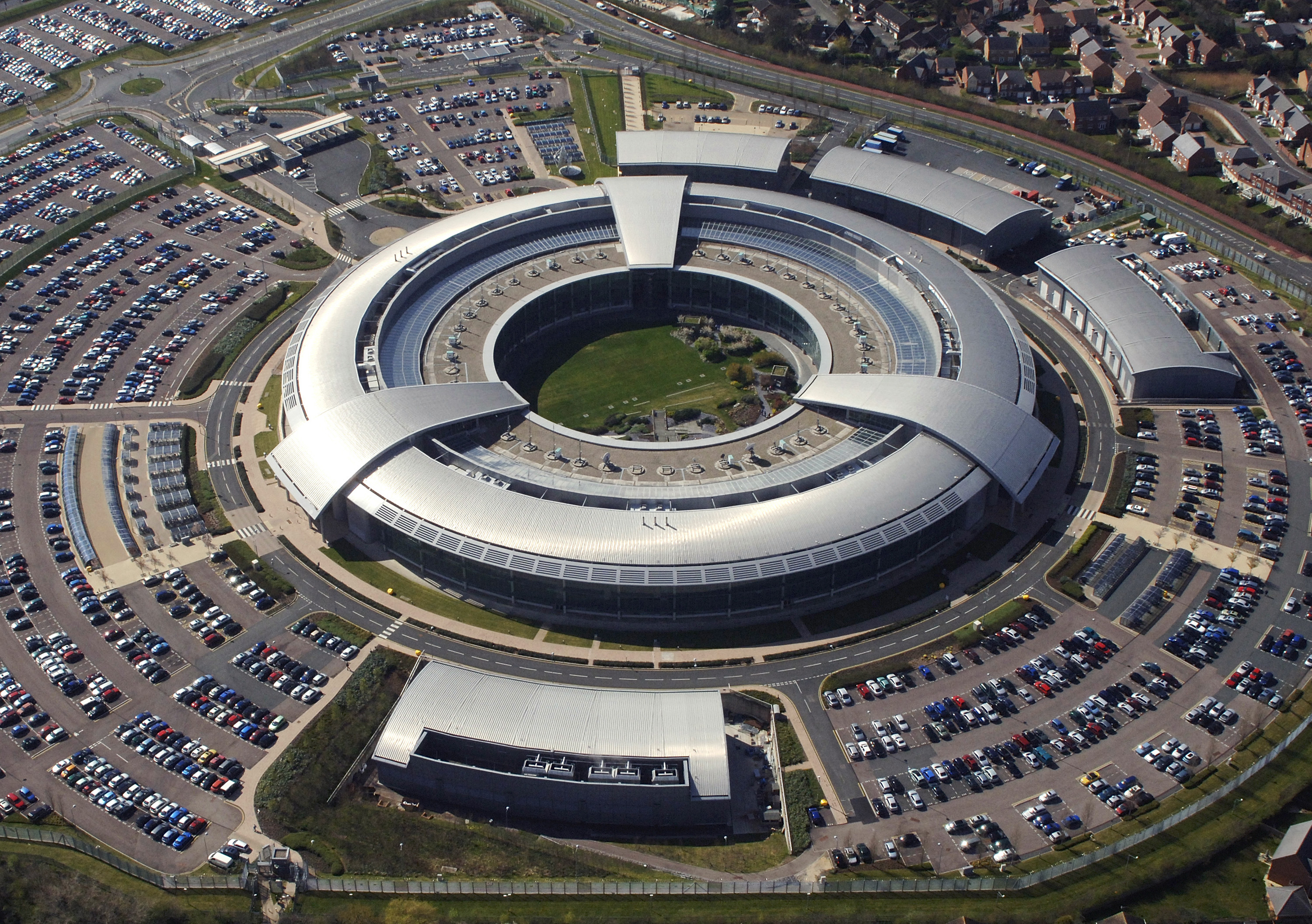
La sede del GCHQ a Cheltenham.

Il Government Communications Headquarters (Quartier Generale delle Comunicazioni del Governo) si trova a Cheltenham (sede principale), nel Regno Unito, ed è l'agenzia governativa che si occupa della sicurezza, nonché dello spionaggio e controspionaggio, nell'ambito delle comunicazioni, attività tecnicamente nota come SIGINT (SIGnal INTelligence).

## Storia
Nato a Bletchley Park nel 1919 dalla fusione della Room 40 (servizio crittografico della Royal Navy) con il MI-1 (forzatura dei codici segreti) e il MI-8 (servizio crittografico dell'Intelligence britannico) come Government Code and Cypher School (GC&CS), assunse l'attuale nome nel 1942 e partecipò validamente alla lotta contro il nazismo, gestendo, tra l'altro, il Progetto Enigma.
Attraverso l'accordo UKUSA, che vede impegnata anche la National Security Agency (NSA) statunitense, gestisce sul territorio britannico la raccolta e parte dell'analisi per il progetto ECHELON. È composto da 6 direttorati, tra cui il più importante è Operations & Requirements, e conta tra 10.000 e 16.000 dipendenti.